# Georgsdorf
Georgsdorf là một đô thị thuộc huyện Grafschaft Bentheim trong bang Niedersachsen.
Georgsdorf nằm ở phía bắc Nordhorn bên Süd-Nord-Kanal (kênh đào Bắc-Nam) và Coevorden-Piccardie-Kanal và thuộc cộng đồng chung (Samtgemeinde) Neuenhaus.